# Appunti per un film sull'India
Appunti per un film sull'India és un curtmetratge documental de 1968 de Pier Paolo Pasolini on visita l'Índia per fer una visió de la seva pel·lícula proposada amb l'Índia com a antecedent sobre un rei que entrega el seu cos per alimentar un tigre morint de fam.
La pel·lícula es va rodar per l'Índia posterior a la independència quan s'enfrontava a greus reptes de pobresa, població i sistema de castes. Pasolini narra els reptes de l'Índia i els seus encants enmig de tots els problemes als quals s'enfronta el país. El documental de 33 minuts de durada es compon d'entrevistes aleatòries breus de persones sobre les seves opinions sobre temes com la planificació familiar. El documental també mostra breus entrevistes de periodistes i un polític sobre els reptes als quals s'enfronta l'Índia per modernitzar-se sense occidentalitzar-se o perdre la identitat índia en el procés.
La pel·lícula s'obre i acaba amb un pla d'un soldat sikh, que, Pasolini identifica, en el seu comentari, com el que interpretaria el paper de Maharaja a la seva pel·lícula. Entre d'altres, Pasolini va entrevistar per a la seva pel·lícula l'antic maharajà del principat de Bhavnagar i la seva dona, i al conegut cineasta i guionista urdú Rajinder Singh Bedi.
El documental es va rodar en molts llocs, com ara Nova Delhi, Jaipur, Rishikesh i Varanasi, etc.